# Livorno
Livorno (im Ortsdialekt: Ligorno) ist die Hauptstadt der gleichnamigen italienischen Provinz Livorno in der Region Toskana. Die am Tyrrhenischen Meer gelegene Stadt hat 153.418 Einwohner (Stand 31. Dezember 2023) und ist nach Florenz und Prato die drittgrößte Stadt der Toskana. Der Hafen von Livorno ist einer der größten des Landes.

## Geografie

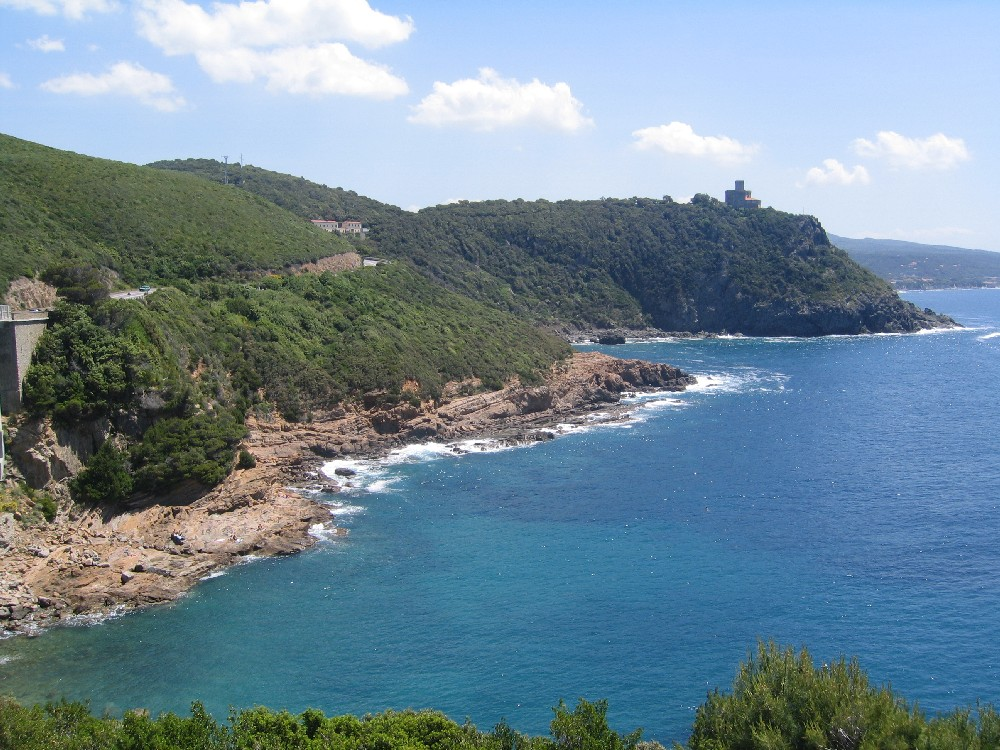
Steilküste zwischen Livorno und Quercianella

Livorno liegt in der Küstenebene südlich der Mündung des Flusses Arno, ca. 20 km südwestlich von Pisa. Florenz liegt ca. 80 km nordöstlich von Livorno. Im Norden und Osten grenzt Livorno an die Gemeinden Pisa und Collesalvetti, im Süden, wo die Hügel der Colline livornesi und eine felsige Steilküste beginnen, an Rosignano Marittimo. Zur Gemeinde Livorno gehören auch der kleine Ferienort Quercianella sowie die Inseln Gorgona und Meloria.

### Klima
|                       | Jan  | Feb  | Mär  | Apr  | Mai  | Jun  | Jul  | Aug  | Sep  | Okt  | Nov  | Dez  |   |      |
| Mittl. Tagesmax. (°C) | 10,8 | 12,0 | 14,3 | 17,2 | 21,0 | 24,9 | 27,7 | 27,5 | 24,8 | 20,2 | 15,3 | 11,8 | ⌀ | 19   |
| Mittl. Tagesmin. (°C) | 4,8  | 5,4  | 7,5  | 10,2 | 13,7 | 17,4 | 20,0 | 19,9 | 17,3 | 13,3 | 9,1  | 6,1  | ⌀ | 12,1 |
|                       |      |      |      |      |      |      |      |      |      |      |      |      |   |      |
| Niederschlag (mm)     | 68   | 60   | 69   | 60   | 54   | 40   | 18   | 31   | 73   | 104  | 102  | 80   | Σ | 759  |
|                       |      |      |      |      |      |      |      |      |      |      |      |      |   |      |
| Regentage (d)         | 8    | 8    | 9    | 8    | 7    | 4    | 2    | 3    | 6    | 9    | 10   | 10   | Σ | 84   |
|                       |      |      |      |      |      |      |      |      |      |      |      |      |   |      |
| Wassertemperatur (°C) | 13,3 | 12,6 | 13,1 | 14,9 | 18,7 | 22,9 | 24,4 | 24,8 | 23,4 | 20,4 | 18,1 | 15,1 | ⌀ | 18,5 |

| 4,8 |

| 5,4 |

| 7,5 |

| 10,2 |

| 13,7 |

| 17,4 |

| 20,0 |

| 19,9 |

| 17,3 |

| 13,3 |

| 9,1 |

| 6,1 |

| 4,8 |

| 5,4 |

| 7,5 |

| 10,2 |

| 13,7 |

| 17,4 |

| 20,0 |

| 19,9 |

| 17,3 |

| 13,3 |

| 9,1 |

| 6,1 |

| N i e d e r s c h l a g | 68  | 60  | 69  | 60  | 54  | 40  | 18  | 31  | 73  | 104 | 102 | 80  |
|                         | Jan | Feb | Mär | Apr | Mai | Jun | Jul | Aug | Sep | Okt | Nov | Dez |

## Geschichte

### Die Anfänge
Eine erste militärische Ansiedlung in der Nähe des heutigen Hafens stammt aus römischer Zeit. Die alten Namen des Ortes (Liburna, Liorna, Livorna) leiten sich wahrscheinlich von dem römischen Kriegsschifftyp Liburne ab.
Livorno wurde 1017 erstmals erwähnt und gehörte die nächsten Jahrhunderte zur Seerepublik Pisa. In dieser Zeit war der Ort ein kleines Fischerdorf und Vorposten zur Verteidigung des Pisaner Hafens (Porto Pisano). Durch dessen allmähliche Versandung wurde Livorno dann immer bedeutender. Der Ort wurde mehrfach bei kriegerischen Ereignissen zerstört, so 1284 von den Genuesen nach dem Sieg über die Pisaner in der Seeschlacht bei Meloria, einer kleinen Insel vor der Stadt.
Als der französische König 1405 Pisa an die Florentiner verkaufte, behielt er zunächst Livorno, verkaufte es dann aber 1407 für 26.000 Dukaten an die Genuesen, die es wiederum 1421 an Florenz weiterverkauften.

### Livorno und die Medici
Die Florentiner, für die Livorno einen wichtigen Zugangspunkt zum Meer darstellte, begannen mit dem Ausbau des Hafens. Zwischen 1518 und 1534 entstanden, nach Auftrag des Kardinals und späteren Papstes Giulio de’ Medici und Plänen von Antonio da Sangallo das Hafenbecken Darsena Vecchia und die Festung Fortezza Vecchia.
Livorno selbst blieb jedoch unbedeutend, der Ort hatte 1551 nur 749 Einwohner. Die Küstenregion am nördlichen Ende der Maremma war relativ unwirtlich, denn es gab noch Sumpfgelände und es herrschte die Malaria. Vorzugsweise Strafgefangene wurden nach Livorno verfrachtet.

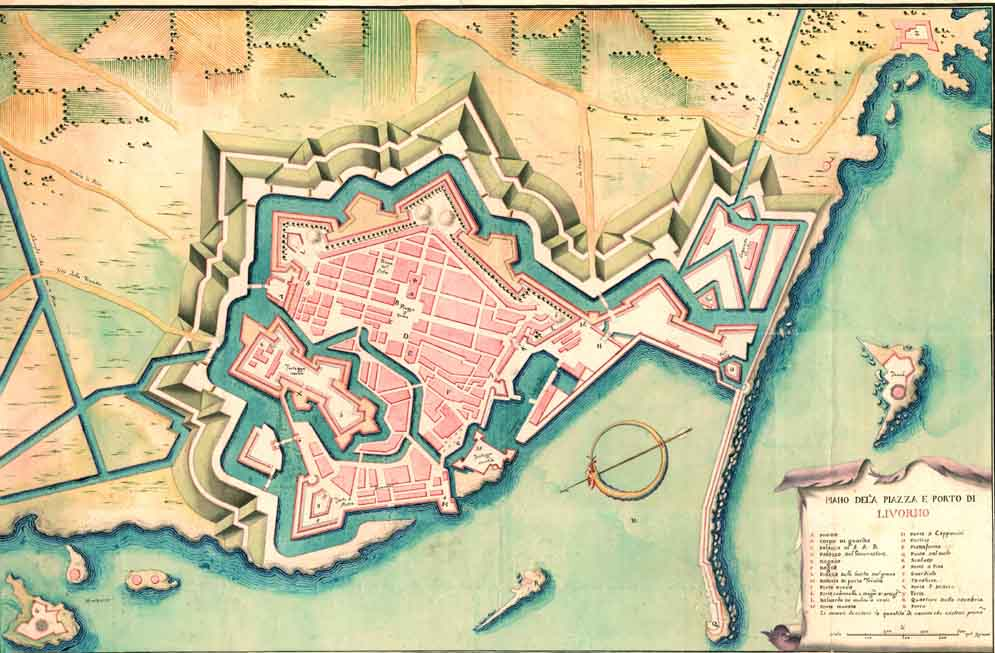
Historische Karte von Livorno (17. Jahrhundert)

Unter den Großherzögen Cosimo I. und Francesco I. wurde der Ort ab 1571 als „ideale Stadt“ angelegt. Beauftragt mit der Planung waren bekannte Architekten der Zeit wie Bernardo Buontalenti und Alessandro Pieroni. Das Resultat war eine Stadt mit rechtwinklig orientierten Straßen, umgeben von einer sechseckigen Wallanlage und Wassergräben. Die Sümpfe im Umland wurden trockengelegt und zwischen Livorno und Pisa ein schiffbarer Kanal gebaut. Zur Verteidigung der Küste vor Piratenüberfällen der Korsaren wurde der Stephansorden gegründet, und dessen Flotte in Livorno stationiert.

### DieLeggi Livornine

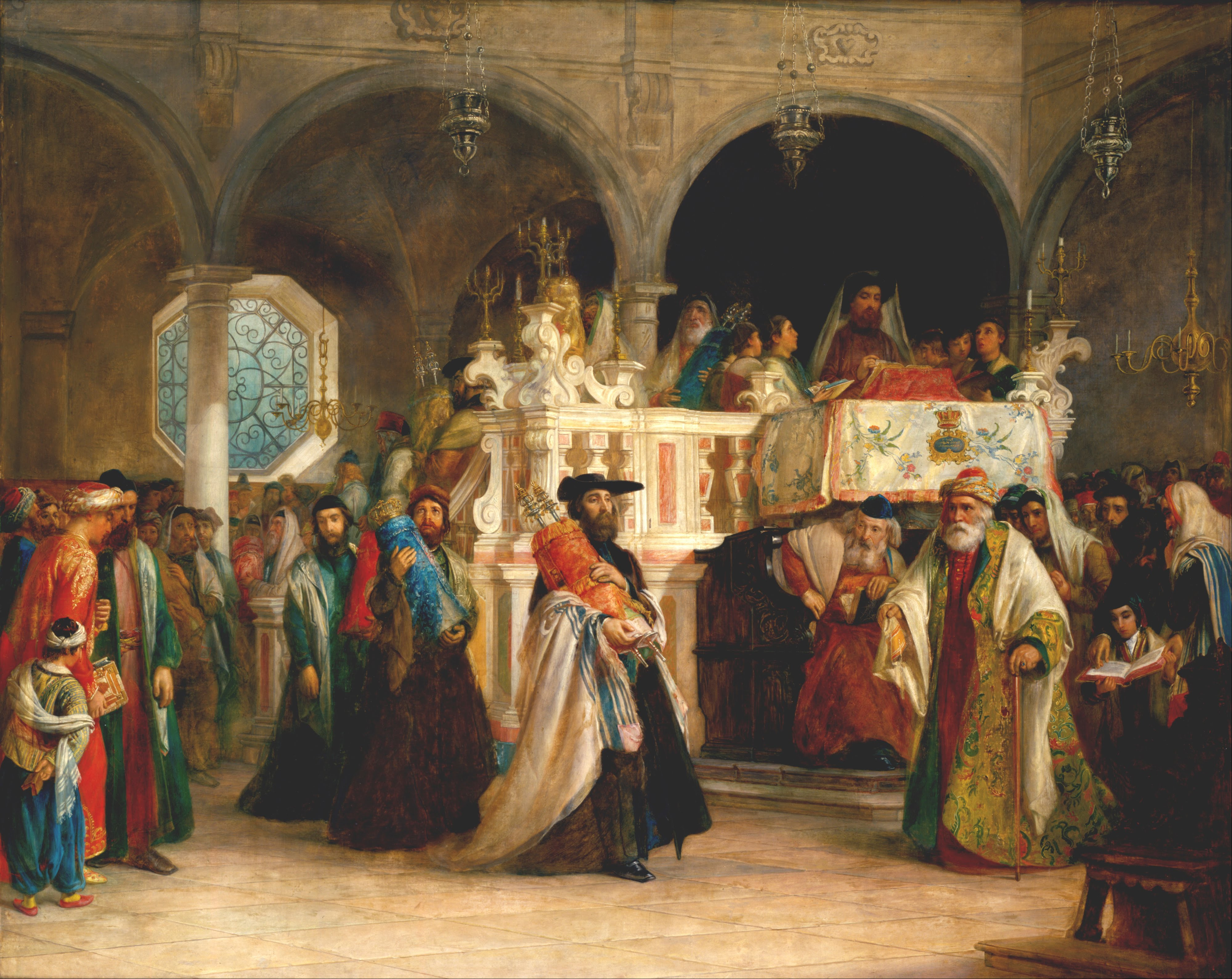
Salomon Hart: Feier zu Simchat Tora in der Synagoge von Livorno, 1850, Öl auf Leinwand, 141,3 cm × 174,6 cm Jewish Museum, New York

Zwischen 1590 und 1603 wurden die Leggi Livornine erlassen, auch Costituzione Livornina genannt. Diese Gesetze sahen Immunität, Privilegien und Freiheiten für Händler jeglicher Herkunft vor, vor allem aber garantierten sie Glaubensfreiheit. Durch dieses Toleranzedikt wurde Livorno durch Ansiedlung verschiedener Bevölkerungsgruppen zu einer kosmopolitischen und multireligiösen Stadt. Jede Gruppe legte eigene Kultstätten an und organisierte sich in Interessenvertretungen, den Nazioni, von denen es insgesamt neun gab: Juden, Griechen, Engländer, Deutsche (inklusive Niederländer), Franzosen, Syrische Maroniten, Armenier, Muslime und Waldenser. Letztere, als Protestanten, wurden jedoch bis in die 1660er Jahre diskriminiert. Erst 1707 durfte die anglikanische Gemeinde einen Pastor anstellen. Neben Genuesen kamen auch Portugiesen und Spanier, darunter viele Juden. Diese Sephardim mussten in Livorno nicht wie in vielen anderen italienischen Städten in einem Ghetto leben. Daher nannte man Livorno auch das „Paradies der Juden“.

### Vom 17. Jahrhundert bis zur Gegenwart
Im Ersten Englisch-Niederländischen Krieg ankerte in Livorno 1652 ein englisches Geschwader und wurde später von niederländischen Schiffen blockiert. In der Seeschlacht bei Elba (September 1652) und der Seeschlacht bei Livorno (März 1653) besiegten die Niederländer die Engländer. Etwas ruhiger ging es Anton Bogos Çelebi († 1674) an. Der ehemalige armenische  Zollbeamte aus Smyrna (Izmir) ließ 1666 in Livorno ein beliebtes türkisches Bad errichten.
1675 wurde Livorno zum neutralen Freihafen erklärt und blieb es nach dem Willen des Vertrags von London vom August 1718 „für alle Zeiten“. Dadurch erlebte die Stadt eine ca. 200 Jahre andauernde wirtschaftliche Blüte. So wurde sie als Leghorn der bedeutendste englische Handelsposten am Mittelmeer. Neben dem Handel, vor allem mit den Ländern der Levante und des Maghreb, blühte das Handwerk. Livorno war zum Beispiel ein Zentrum des Goldschmiedehandwerks und der Bearbeitung von Korallen. Die Stadt wuchs auch außerhalb der alten Festungsanlagen, vor allem in südlicher Richtung. Begünstigt durch das tolerante Klima der Stadt wurde Livorno auch ein Zentrum des Verlagswesens; so wurde hier das Werk Dei delitti e delle pene von Cesare Beccaria anonym verlegt (1764), und 1770 der erste Band der italienischen Ausgabe der Encyclopédie gedruckt. Am Vorabend der Französischen Revolution 1789 lebten rund 4500 Juden in der Stadt.
Ab 1830, nach der Besetzung Algiers durch die Franzosen, brach der Nordafrikahandel ein. Nach dem Anschluss an das Königreich Italien verlor die Stadt 1865 den Freihafen, was eine weitere drastische Reduzierung des Handels verursachte. Die wirtschaftliche Grundlage der Stadt wurde mit der Zeit die Industrie und der Fremdenverkehr: Die Stadt wurde, nach englischem Vorbild, zum ersten Seebad Italiens.
1921 wurde die Kommunistische Partei Italiens in Livorno gegründet. Im Zweiten Weltkrieg bombardierte die US-Luftwaffe die Stadt massiv. Die schweren Schäden durch diese Luftangriffe wurden nie wieder ganz behoben. Der Stadtkern wurde in den 1950er Jahren modern wiedererrichtet.

## Wirtschaft und Infrastruktur
Der Hafen Livorno ist einer der wichtigsten Häfen Italiens. Der nördliche Teil ist Handelshafen, vor allem für Mineralöl, Container und Autos. In dem südlichen Teil, in der Nähe der Altstadt, befindet sich der alte Porto Mediceo, heute Fährhafen mit Verbindungen nach Korsika, Sardinien, einigen Inseln des Toskanischen Archipels wie Capraia und nach Nordafrika sowie Anlegepunkt für große Kreuzfahrtschiffe.
Die Stadt hat auch eine lange Tradition im Schiffbau, die Werft Cantiere Navale Orlando wurde 1865 gegründet. Das Unternehmen Benetti baut auf dem Gelände heute Megayachten. Im Norden der Stadt befindet sich eine Erdölraffinerie des italienischen Konzerns ENI. Weitere Erwerbszweige sind mechanische Industrie und Autozulieferbetriebe (das Unternehmen Bizzarrini baute in Livorno in den 1960er Jahren auch Autos).
Die von Benedetto Brin gegründete und im Jahre 1881 eröffnete Marineakademie Accademia Navale bildet Offizieranwärter der italienischen Marine aus. Symbol der Akademie ist das Segelschulschiff Amerigo Vespucci. Der Flughafen Pisa, der wichtigste Flughafen der Toskana, befindet sich 26 Kilometer entfernt von Livorno.
Über den Bahnhof Livorno Centrale bestehen direkte Bahnanbindungen an die Großstädte Rom, Mailand und Florenz. Im Stadtgebiet befinden sich weitere kleinere Bahnhöfe mit Bedienung durch den Regionalverkehr.

## Sport
Wichtigster Verein der Stadt ist der Fußballklub AS Livorno, der seine Heimspiele im 1933 errichteten Stadio Armando Picchi austrägt. Andere beliebte Sportarten sind Basketball, Baseball und Fechten (aus Livorno stammen mehrere Fecht-Olympiasieger).

## Politik

### Parteienlandschaft
Livorno gilt als Wiege des italienischen Kommunismus. Hier wurde 1921 die Kommunistische Partei Italiens gegründet. Wenn auch eine traditionelle Hochburg der Mitte-Links-Parteien, findet heute in Livorno der Kommunismus kaum noch Anhänger; die Stadt ist eher von gemäßigt sozialistischen oder sozialdemokratischen Parteien dominiert.
Bürgermeister von Livorno war von 2004 bis 2014 Alessandro Cosimi vom Partito Democratico (PD). Bei den Parlamentswahlen 2008 erreichte der Partito Democratico von Walter Veltroni in Livorno einen Stimmenanteil von knapp 55 Prozent, der Popolo della Libertà von Silvio Berlusconi 24,4 Prozent. Die traditionelle Linke musste mit ihrem Wahlbündnis La Sinistra – L’Arcobaleno mit einem Stimmenanteil von 5,5 Prozent einen historischen Tiefpunkt hinnehmen, nachdem die im Wahlbündnis zusammengeschlossenen Parteien bei den Parlamentswahlen 2006 zusammengezählt noch auf einen Stimmenanteil von 18,6 Prozent kamen.
Bei den Kommunalwahlen 2014 wurde Filippo Nogarin vom MoVimento 5 Stelle M5S in der Stichwahl gegen Marco Ruggeri (PD) mit 53,06 % zum Bürgermeister gewählt. M5S hat seither auch im Gemeinderat die absolute Mehrheit.

### Städtepartnerschaften
Livorno unterhält mit folgenden Städten Städtepartnerschaften:
- Bat Jam (Israel)
- Noworossijsk (Russland)
- Guadalajara (Spanien)
- Haiphong (Vietnam)
- Oakland, Kalifornien (Vereinigte Staaten)

Im Juni 2012 unterschrieb Livorno mit der bulgarischen Hafenstadt Burgas ein Zusammenarbeitsabkommen für die Gebiete Kultur, Wirtschaft, Bildung und Sport.

## Kultur und Sehenswürdigkeiten

### Stadtbild

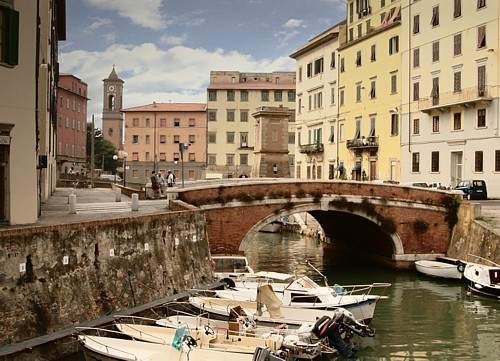
Stadtviertel Venezia Nuova

Livorno hat im Zweiten Weltkrieg einen großen Teil seiner historischen Bausubstanz verloren, dennoch ist die unter den Medici errichtete Stadtanlage noch gut zu erkennen. Die Altstadt ist von dem Festungsgraben Fosso Reale umschlossen und wird durch die mit Arkaden versehene Haupteinkaufsstraße Via Grande geteilt. Das 1629 angelegte Stadtviertel Venezia Nuova besitzt viele alte Gebäude (darunter ehemalige Lagerhäuser) und ist von Kanälen durchzogen, die an Venedig erinnern. Weiterhin sind Gebäude der Belle Epoque erhalten, vor allem Villen an der Uferpromenade Viale Italia in den südlichen Stadtteilen Ardenza und Antignano.

### Kirchen und Synagogen

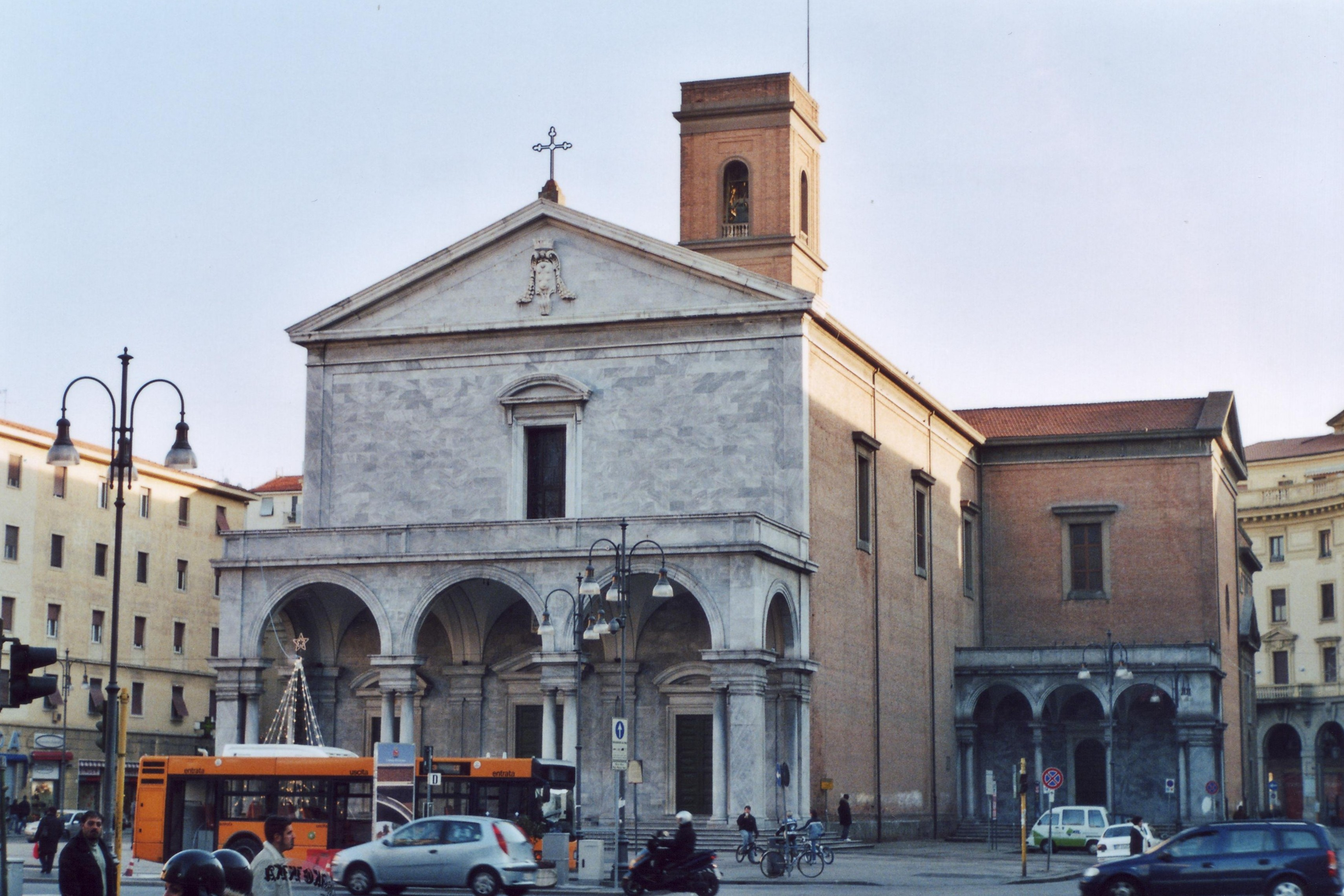
Dom von Livorno

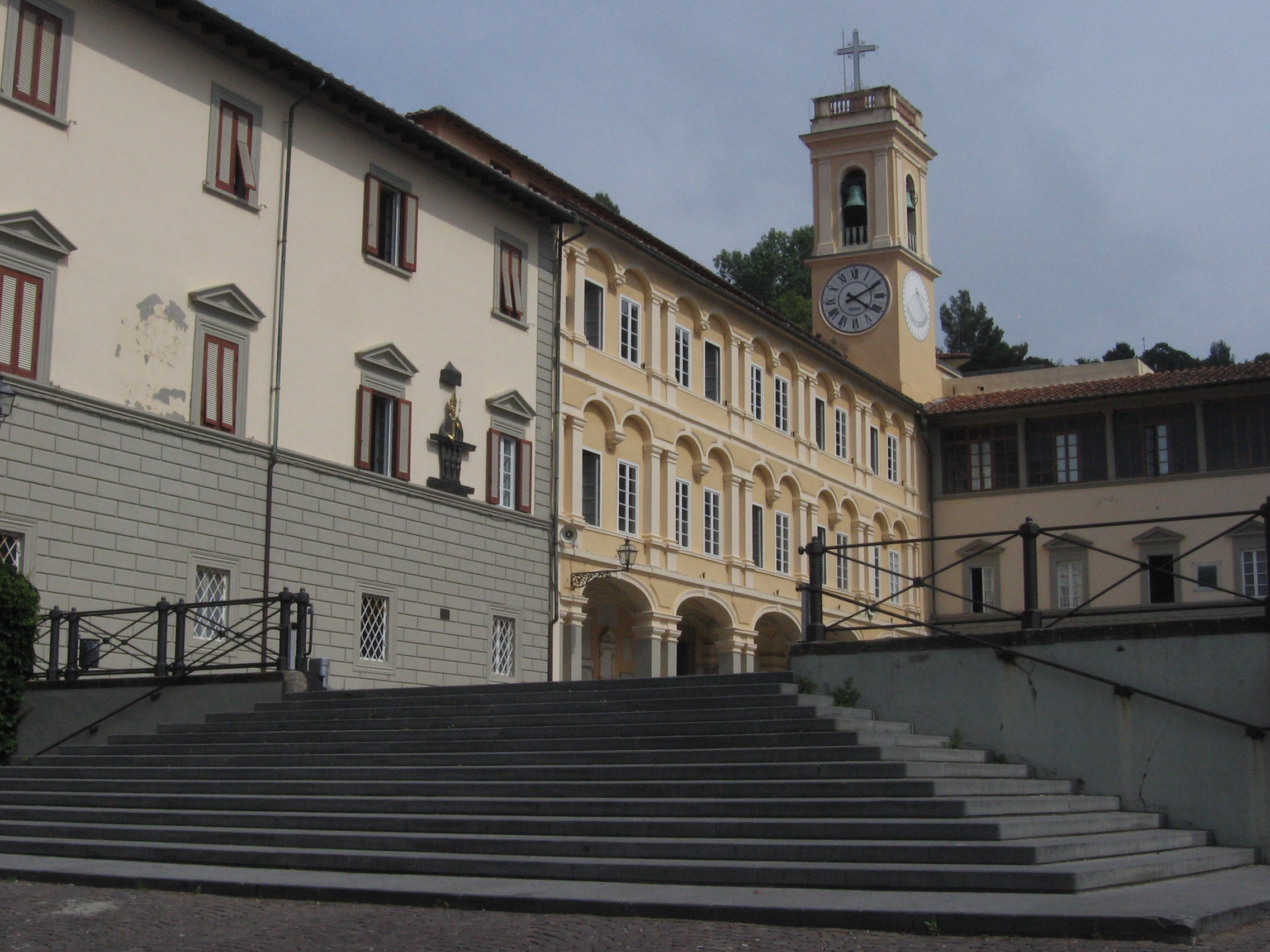
Santuario di Montenero

- Duomo San Francesco di Assisi – Der Dom von Livorno liegt im Zentrum der Altstadt an der Piazza Grande. Er wurde in den Jahren 1594 bis 1606 von Bernardo Buontalenti und Alessandro Pieroni errichtet und im 18. Jahrhundert erweitert. Nach Zerstörungen im Zweiten Weltkrieg wurde der Dom nach Originalplänen wieder aufgebaut.
- Chiesa di San Giovanni Battista – 1624 von Gianfranceso Cantagallina auf einem Vorgängerbau aus dem 13. Jh. erbaut.
- Chiesa di Santa Caterina – Dominikanerkirche im Stadtviertel Venezia Nuova auf achteckigem Grundriss (1720). Deckengemälde Incoronazione della Vergine (Marienkrönung) von Giorgio Vasari.
- Chiesa di San Ferdinando, auch Chiesa della Crocetta genannt. Kirche aus dem 18. Jahrhundert, Marmordekorationen von Giovanni Baratta
- Chiesa della Madonna del Soccorso – im 19. Jahrhundert errichtete Votivkirche
- Chiesa di San Jacopo in Acquaviva – Die Kirche wurde 1666 auf den Resten einer romanischen Augustinerkirche erbaut.
- Santuario di Montenero – Vallombrosaner-Kloster. Die Klosteranlage aus dem 18. Jahrhundert liegt auf einem Hügel oberhalb der Stadt. Sie ist seit dem 14. Jahrhundert Pilgerstätte und beherbergt ein bekanntes Madonnenbild (Schutzheilige der Toskana). Die Kirche beherbergt eine Sammlung von Votivbildern. 2014 heiratete hier Andrea Bocelli seine langjährige Lebensgefährtin.
- Synagoge – Bau aus den 1950er Jahren, als Ersatz für die im Zweiten Weltkrieg zerstörte alte Synagoge (erbaut 1603).
- Tempel der Holländisch-Deutschen Kongregation, 1862 bis 1864 von Dario Giacomelli erbaut.

### Festungsanlagen
- Fortezza Vecchia, eine Festung in der Nähe des alten Medici-Hafens (1521–1534) – Im Zentrum der Festung liegt der Mastio di Matilde, ein um das Jahr 1077 unter Mathilde von Canossa auf Resten eines Baus aus römischer Zeit errichteter zylindrischer Wachturm. Im 14. Jahrhundert wurde um den Turm eine quadratische Bastion gebaut, die Quadratura dei Pisani. Um 1534 wurde der heute noch vorhandene fünfeckige Ziegelbau vollendet (Architekt: Antonio da Sangallo der Jüngere), der die vorherigen Bauwerke in sich einschließt. Die Festung wurde im Jahr 1943 durch Bombenangriffe stark beschädigt und dient heute, nach umfangreichen Restaurierungsmaßnahmen, kulturellen Veranstaltungen und Konzerten.
- Fortezza Nuova (Festung, 1590) – Die Festungsanlage wurde zwischen 1590 und 1600 errichtet. Im Inneren befindet sich heute eine Parkanlage.

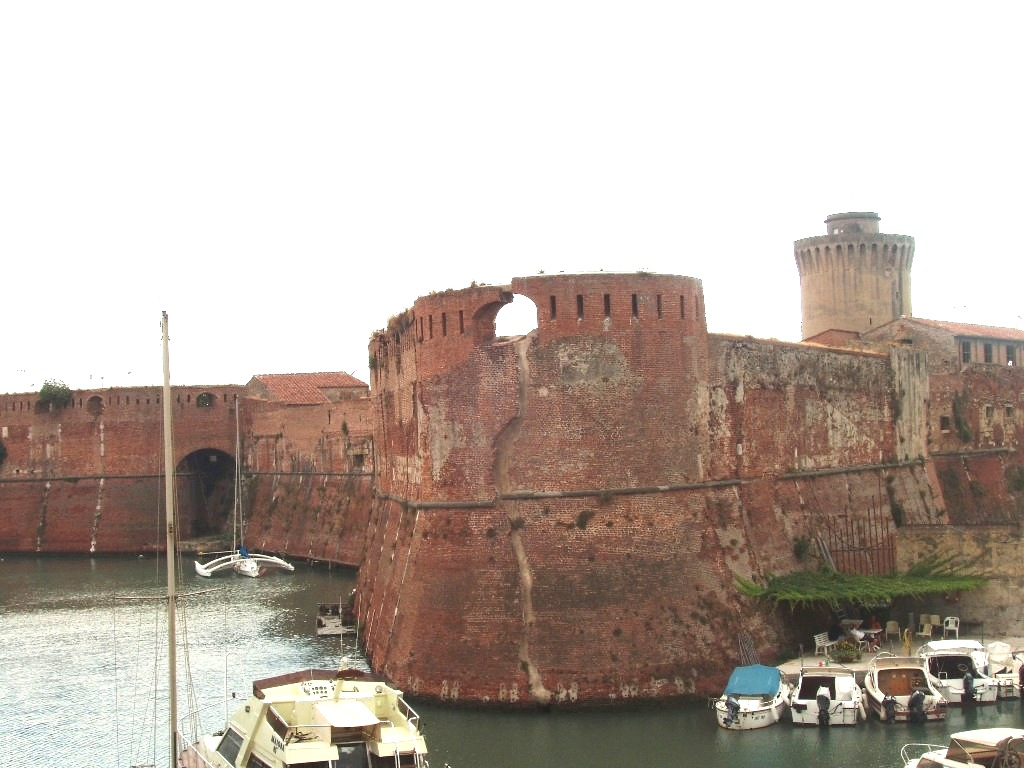
Fortezza Vecchia
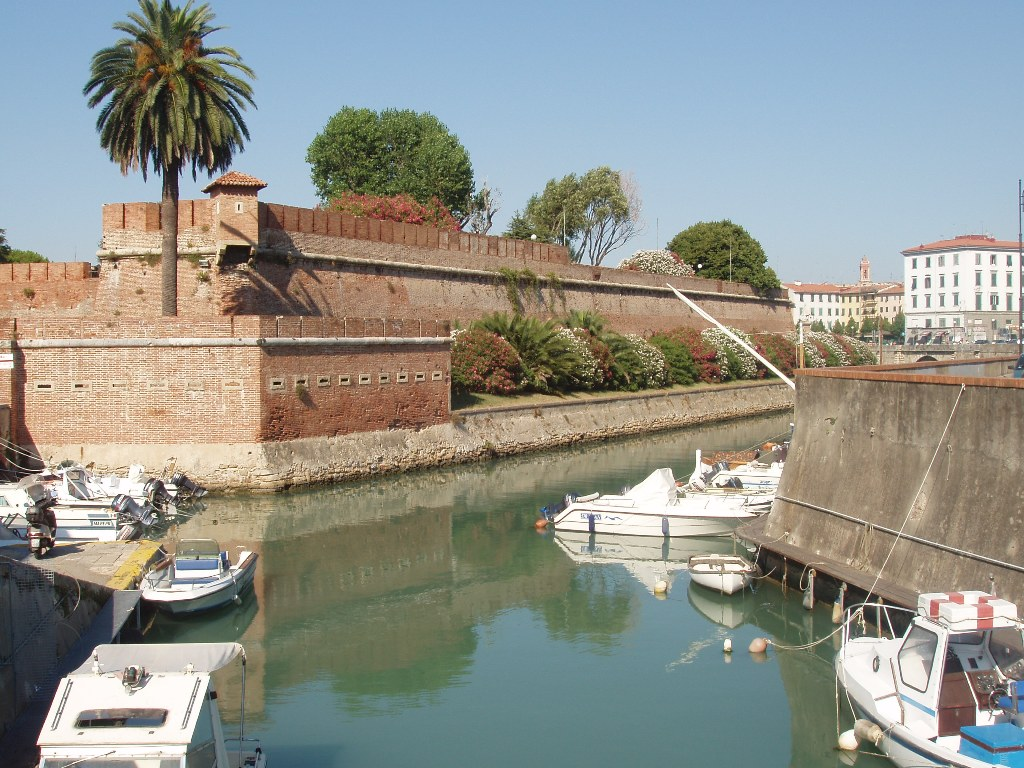
Fortezza Nuova

### Sonstige Bauwerke und Sehenswürdigkeiten
- Monumento ai quattro Mori – Das „Denkmal der vier Mohren“ ist das Wahrzeichen der Stadt. Es besteht aus einer steinernen Statue des Großherzogs Ferdinand I. (1595, von Giovanni Bandini) und vier Bronzefiguren, die gefangene Piraten in Ketten darstellen (1623–1626, von Pietro Tacca).
- Torre del Marzocco – Turm auf achteckigem Grundriss in Hafennähe, der 1439 von den Florentinern als Zeichen ihrer neuen Macht erbaut wurde.
- Teatro Goldoni – Städtisches Theater (1843–1847).
- Cisternone – Im neoklassizistischen Stil errichteter Wasserspeicher (1828, wichtigstes Bauwerk des Architekten Pasquale Poccianti)
- Terrazza Mascagni – Meeresterrasse an der Uferstraße Viale Italia (1928 als Terrazza Ciano angelegt).
- Mercato Centrale – große Markthalle im Stadtzentrum, 1894 errichtet.
- Hafen Livorno am nordwestlichen Stadtrand

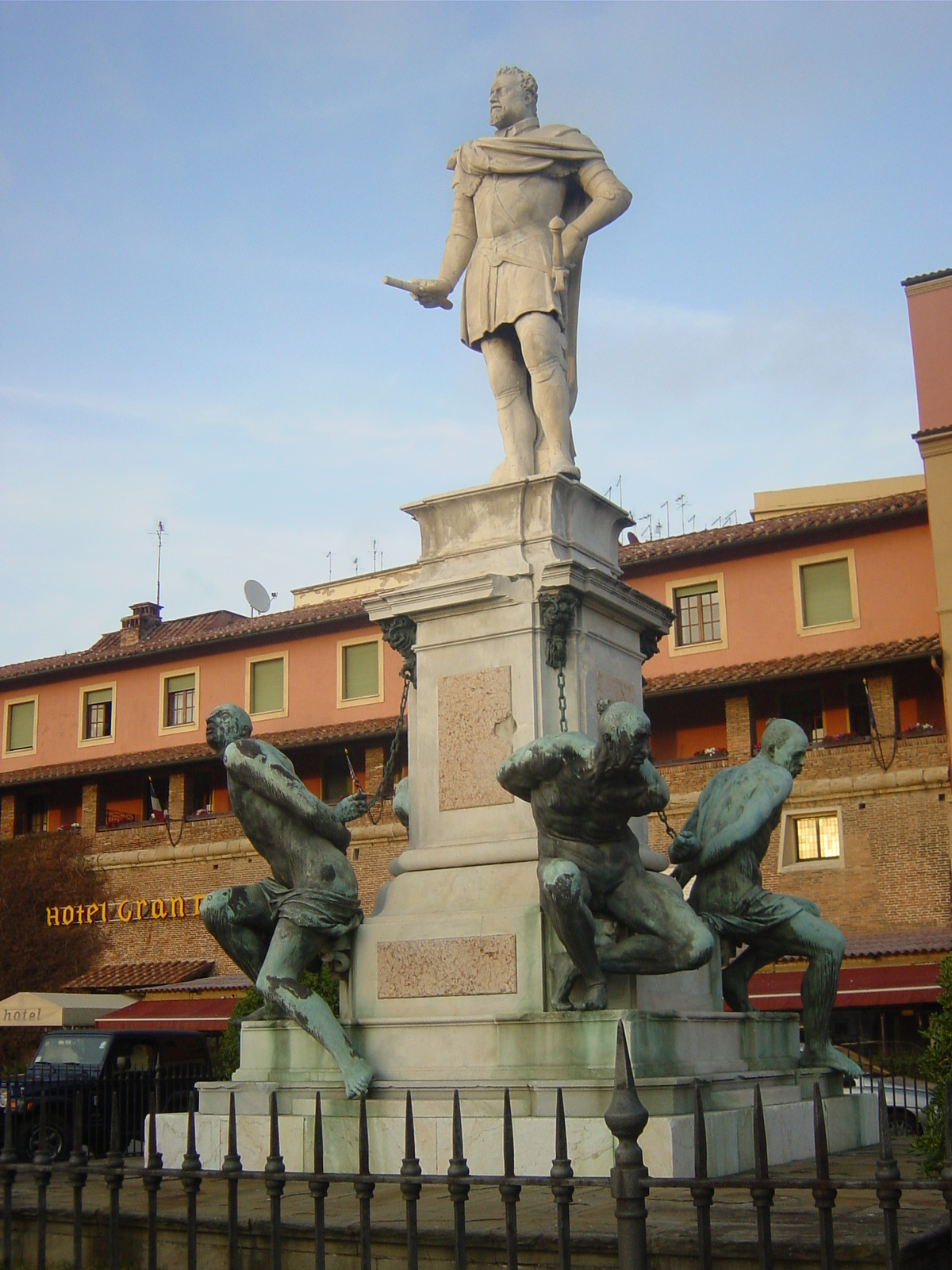
Denkmal Quattro Mori
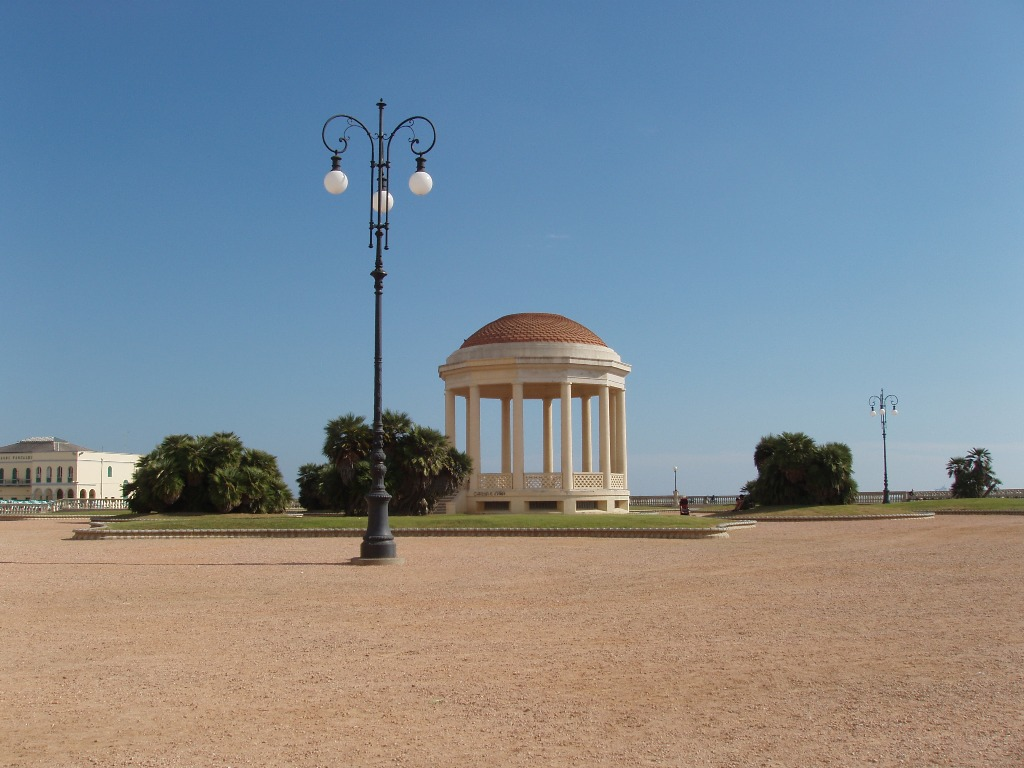
Terrazza Mascagni
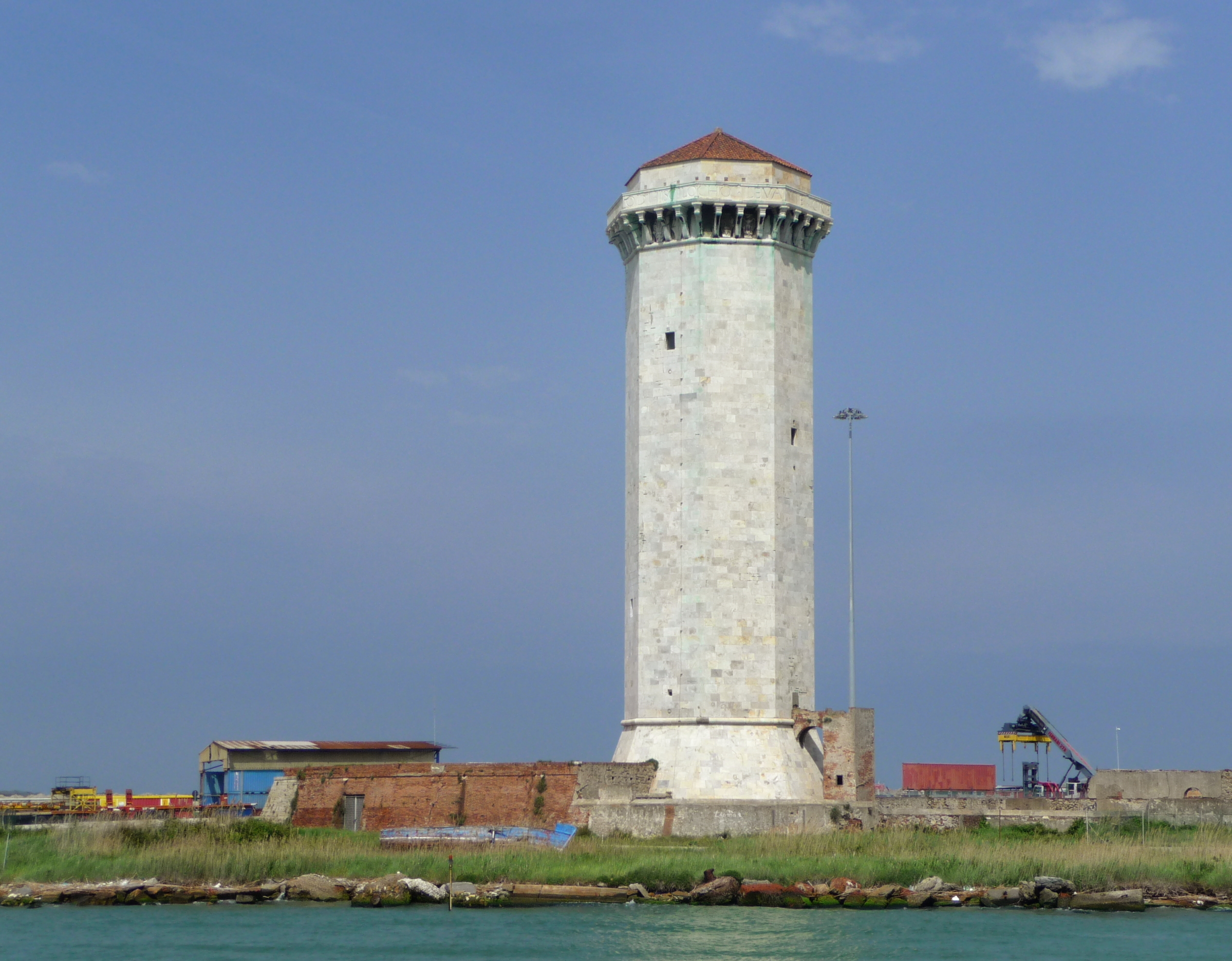
Torre del Marzocco

### Museen
- Museo Civico G. Fattori – Das Museum in der Villa Mimbelli (1865) beherbergt eine bedeutende Kunstsammlung mit Werken der Macchiaioli.
- Museo Ebraico Yeshivà Marini – Jüdisches Museum, Kultgegenstände aus der im Zweiten Weltkrieg zerstörten alten Synagoge.
- Museo Mascagnano – Museum mit Zeugnissen aus dem Leben des Komponisten Pietro Mascagni.
- Museo Provinciale di Storia Naturale del Mediterraneo – Naturkundemuseum mit botanischem Garten
- Acquario Comunale Diacinto Cestoni – Meeresaquarium

### Regelmäßige Veranstaltungen

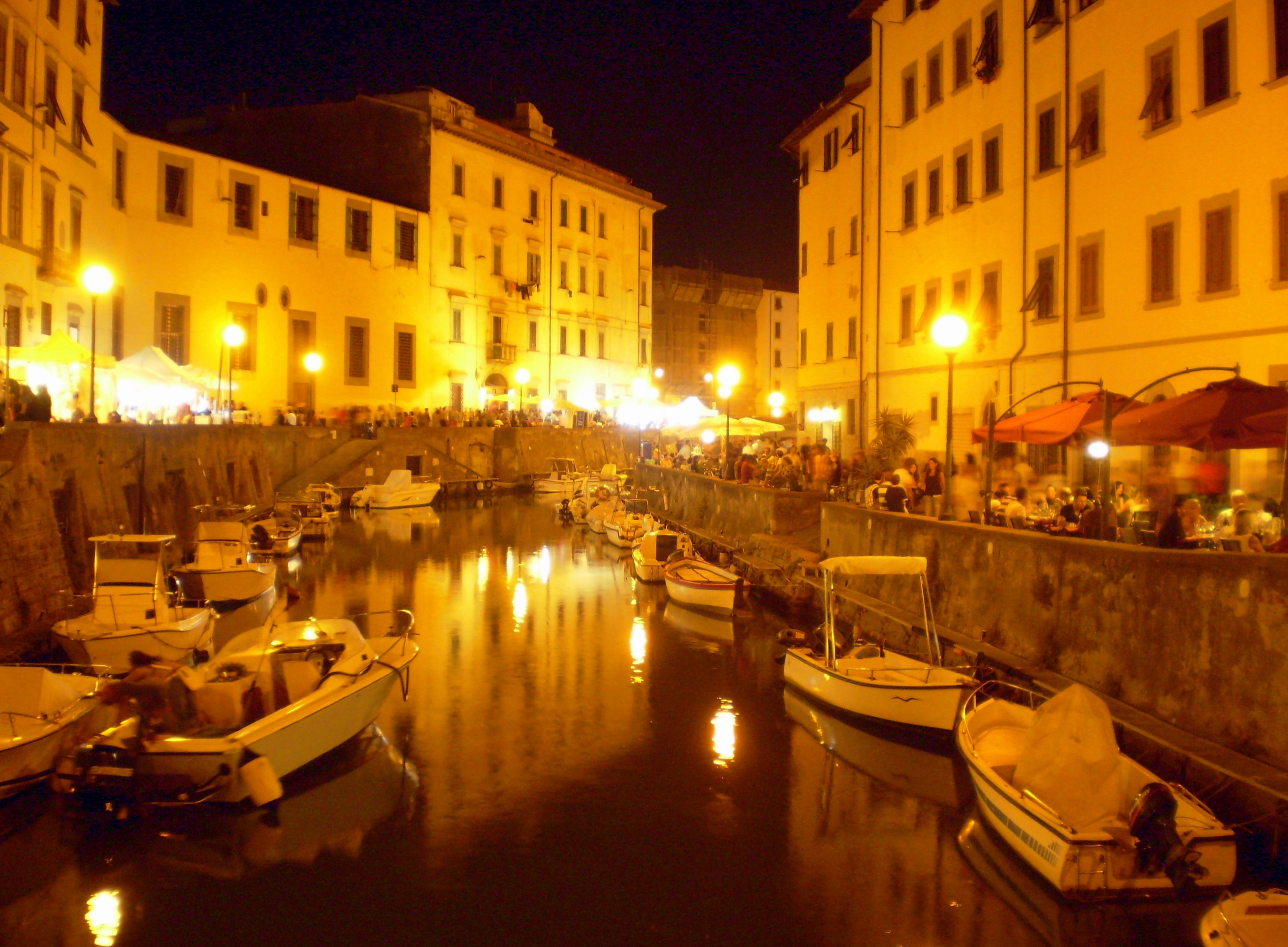
Effetto Venezia

- Fiera di Sant’Antonino – Stadtteilfest (um den 13. Juni)
- Effetto Venezia – Ein großes Stadtfest mit kulturellen Veranstaltungen, das alljährlich Ende Juli bis Anfang August im Viertel Venezia Nuova stattfindet.
- Ruderwettbewerbe im Sommer, die zwischen Booten der einzelnen Stadtviertel ausgetragen werden: Coppa Risi’atori (zweiter Junisonntag) – Coppa Barontini (letzter Junisonntag) – Palio Marinaro (zweiter Julisonntag)

### Kulinarische Spezialitäten
Die Küche der Stadt Livorno bietet vor allem Fischgerichte. Sie ist von den verschiedenen Bevölkerungsgruppen beeinflusst worden, die sich in der Stadt vermischt haben. Bekanntestes Gericht ist der Fischeintopf Cacciucco. Weitere Spezialitäten sind Bordatino (Gemüseeintopf mit Polenta), Riso al nero di seppia (Schwarzer Risotto mit Tintenfisch), Baccalà und Stoccafisso (Stockfisch). Triglie alla Livornese sind Rotbarben in einer mit Peperoncino gewürzten Tomatensauce. Eine beliebte Zwischenmahlzeit ist die Torta di Ceci, die wie Pizza verkauft wird. Die Roschette (Kringelgebäck) waren ursprünglich ein jüdisches Passah-Gericht. Eine weitere typische Spezialität der Stadt ist der Ponce alla Livornese, ein starker Kaffee mit Rum.

## Persönlichkeiten

## Sonstiges
- In ganz Italien bekannt ist die „linguaccia livornese“ (sinngemäß „böse Zunge“), die selten ein Blatt vor den Mund nimmt. Ausdruck dieser Haltung ist vor allem die überregional bekannte satirische Zeitschrift Il Vernacoliere.

- Nach dem englischen Namen der Stadt (Leghorn) ist auch eine bekannte Hühnerrasse benannt.

- In Livorno befindet sich der Friedhof der Holländisch-Deutschen Kongregation.